# De 10 geboden van VT4
De 10 geboden van VT4 was een humoristisch archiefprogramma van productiehuis Dedsit dat van 2005 tot 2006 uitgezonden werd op de Vlaamse commerciële zender VT4.
In het programma werden grappige, verrassende en soms ook gênante fragmenten getoond uit de eerste tien jaar van VT4. De fragmenten stonden in het teken van tien ludieke geboden van het televisiemaken, zoals bijvoorbeeld "Het BV-schap zult gij eren", "Bovenal bemin één vrouw" of "Ga steeds heen in vrede, doch met stijl".
Er werden in totaal 16 afleveringen van 30 minuten gemaakt.